# Twierdza Zamość
Twierdza Zamość – fortyfikacje otaczające Zamość zbudowane w latach 1579–1618 na zlecenie Jana Zamoyskiego. Wielokrotnie przebudowywane, w tym najbardziej kompleksowo w latach 20. XIX w. Jedna z największych twierdz Rzeczypospolitej Obojga Narodów, a następnie Księstwa Warszawskiego i Królestwa Polskiego. W swojej historii przeszła 5 oblężeń. Pierwszym z nich była obrona przed wojskami kozacko-tatarskimi w czasie powstania Chmielnickiego. Drugie, to oblężenie szwedzkie z 1656, trzecie było oblężenie wojsk Księstwa Warszawskiego, mające na celu odbicie Zamościa z rąk austriackich w 1809 roku. Najdłuższym, zarazem czwartym oblężeniem trwającym aż 10 miesięcy, było rosyjskie oblężenie w 1813 roku. Po raz ostatni, czyli piątym, Zamość bronił się w czasie powstania listopadowego, kiedy to jako ostatni punkt oporu w ogóle w swej historii uległ Rosjanom. Zaś szturmem Forteca została zdobyta tylko raz, i to przez wojska polskie, w 1809 roku. Zlikwidowana została w 1866 roku.

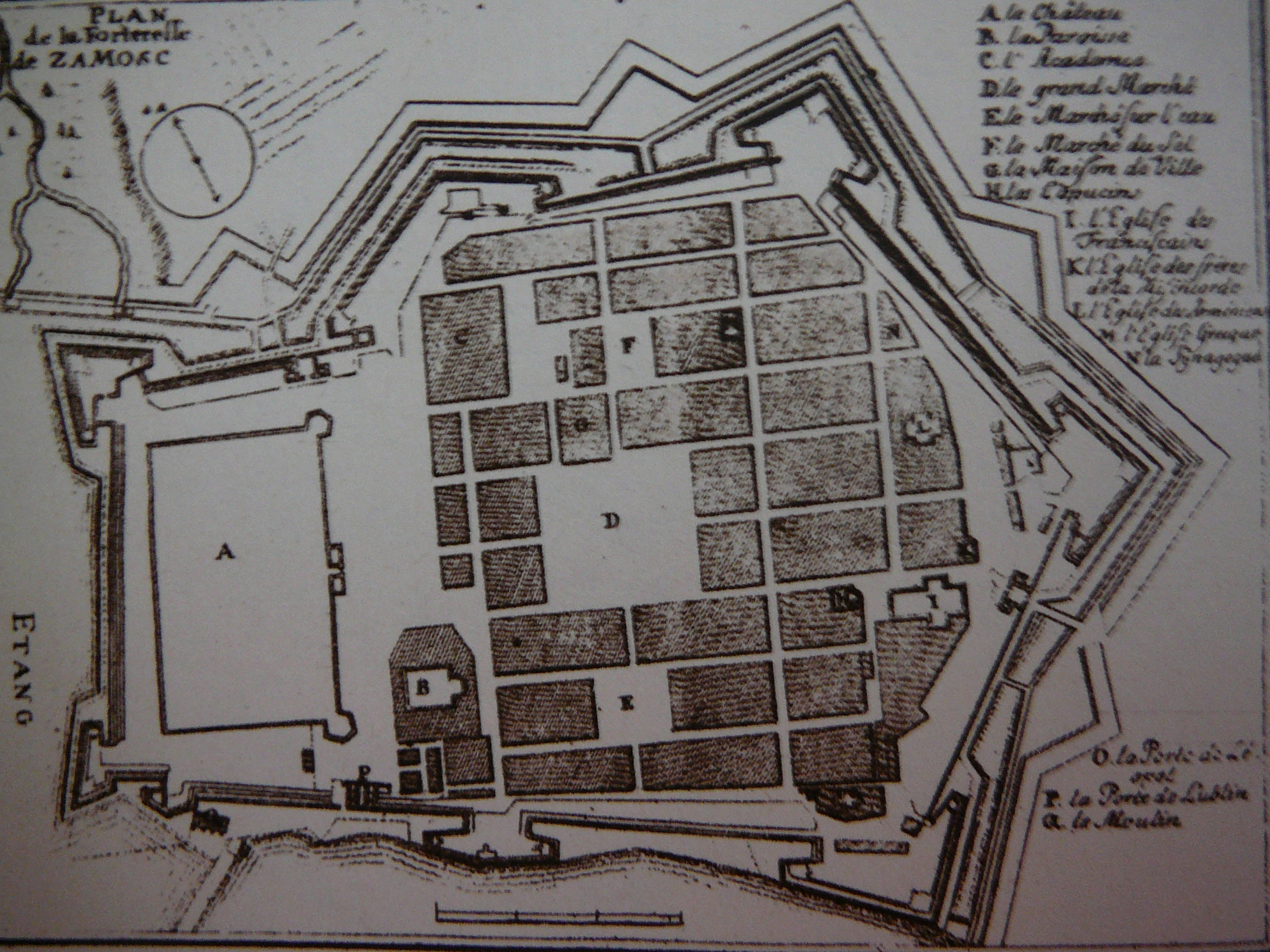
Plan Twierdzy Zamość z II poł. XVII w.

## Budowa twierdzy

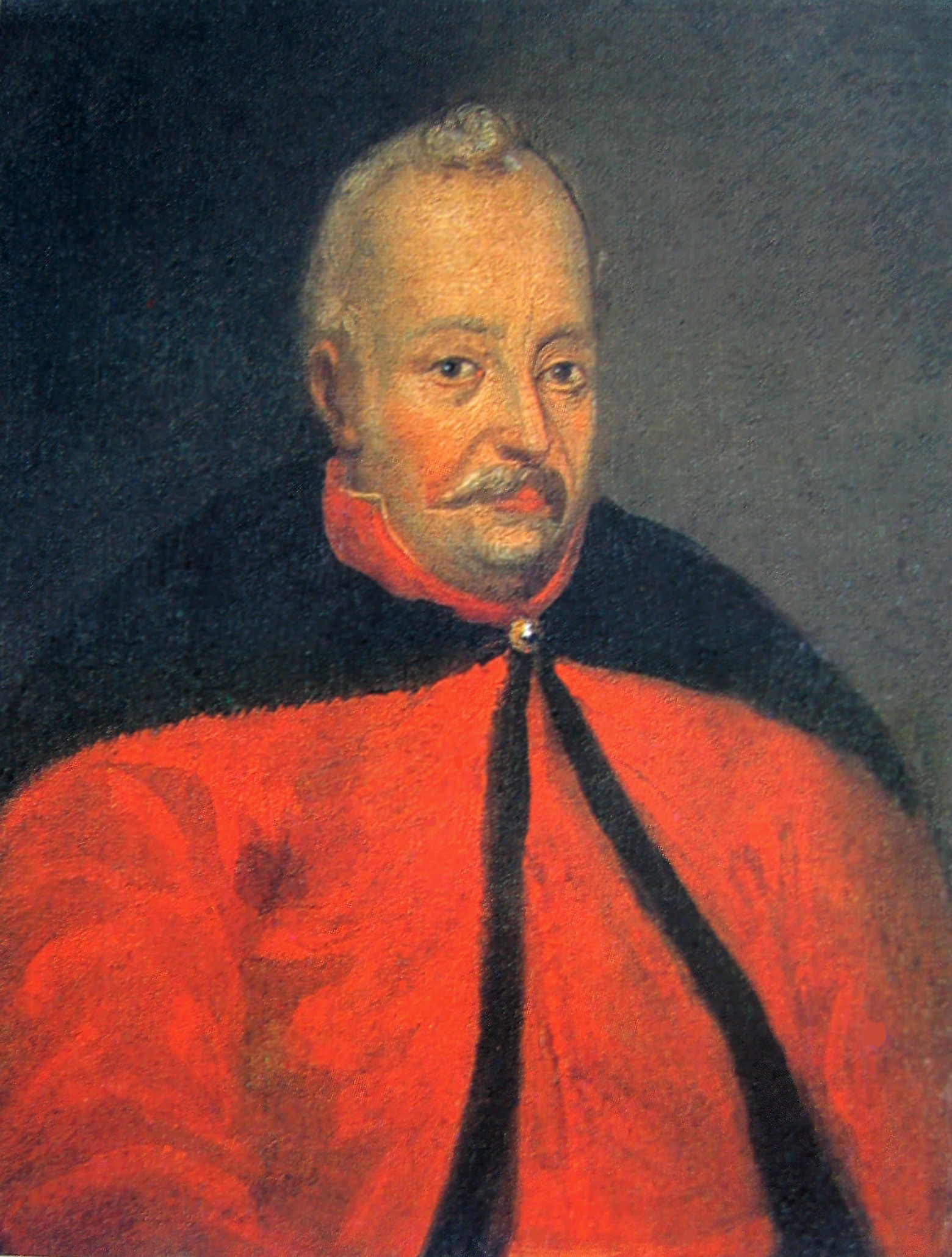
Jan Zamoyski (1542–1605), portret z epoki

Budowa twierdzy związana była z założeniem przez kanclerza i hetmana wielkiego koronnego Jana Zamoyskiego nowego miasta – Zamościa na terenie dawnej wsi Skokówka w rozwidleniu rzek Wieprzec (obecnie Topornica) i Kalinowicy (obecnie Łabuńka), prawego dopływu Wieprza. W akcie lokacyjnym wydanym 3 kwietnia 1580 roku w Jarosławcu nowe miasto nazwano „Zamoście nad Wieprzcem”. Miało ono stanowić centrum administracyjne utworzonej w 1589 roku ordynacji zamojskiej, a także pełnić rolę dużego ośrodka rzemieślniczo-handlowego oraz okazałej rezydencji magnackiej.

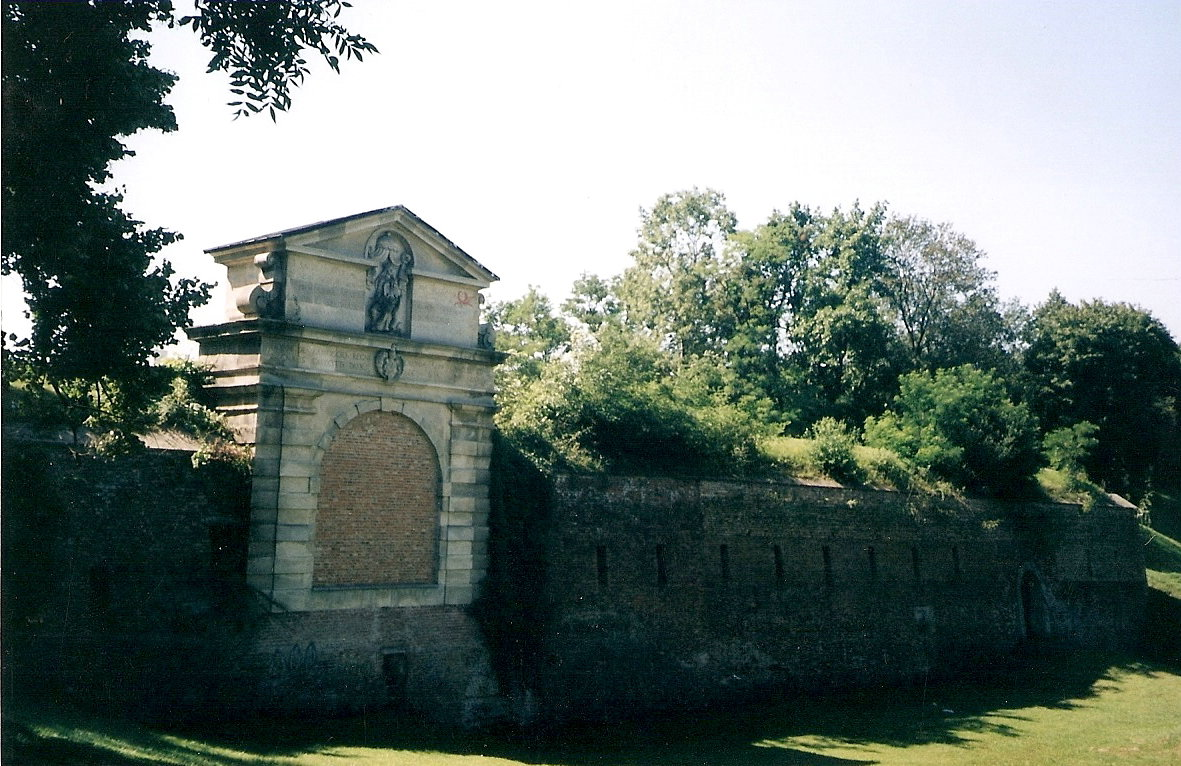
Stara Brama Lubelska, stan przed renowacją (2004)

Zarówno fortyfikacje, jak i miasto zostały zaprojektowane przez włoskiego architekta Bernardo Morando, który zdecydował o tej lokalizacji Zamościa. Dzięki temu miasto leżało na skrzyżowaniu dwóch ważnych szlaków handlowych: jeden biegł z Lublina do Lwowa, a drugi z Rusi przez Sandomierz do Krakowa. Stworzyło to również dogodne warunki do obrony, gdyż dzięki spiętrzeniu wód Topornicy i Łabuńki utworzono zalew zabezpieczający miasto od południowego zachodu, poza tym rzeki umożliwiały napełnienie fos okalających mury od północnego wschodu.
Prace fortyfikacyjne rozpoczęto od zmierzenia długości obwodu miasta, który na początku XVII w. liczył 2500 m. Kolejno rozpoczęto kopanie fos, a z wydobytej ziemi usypano wały kurtyn i bastionów. Fosy miały szerokość kilkunastu metrów i głębokość od 6 do 7 m.

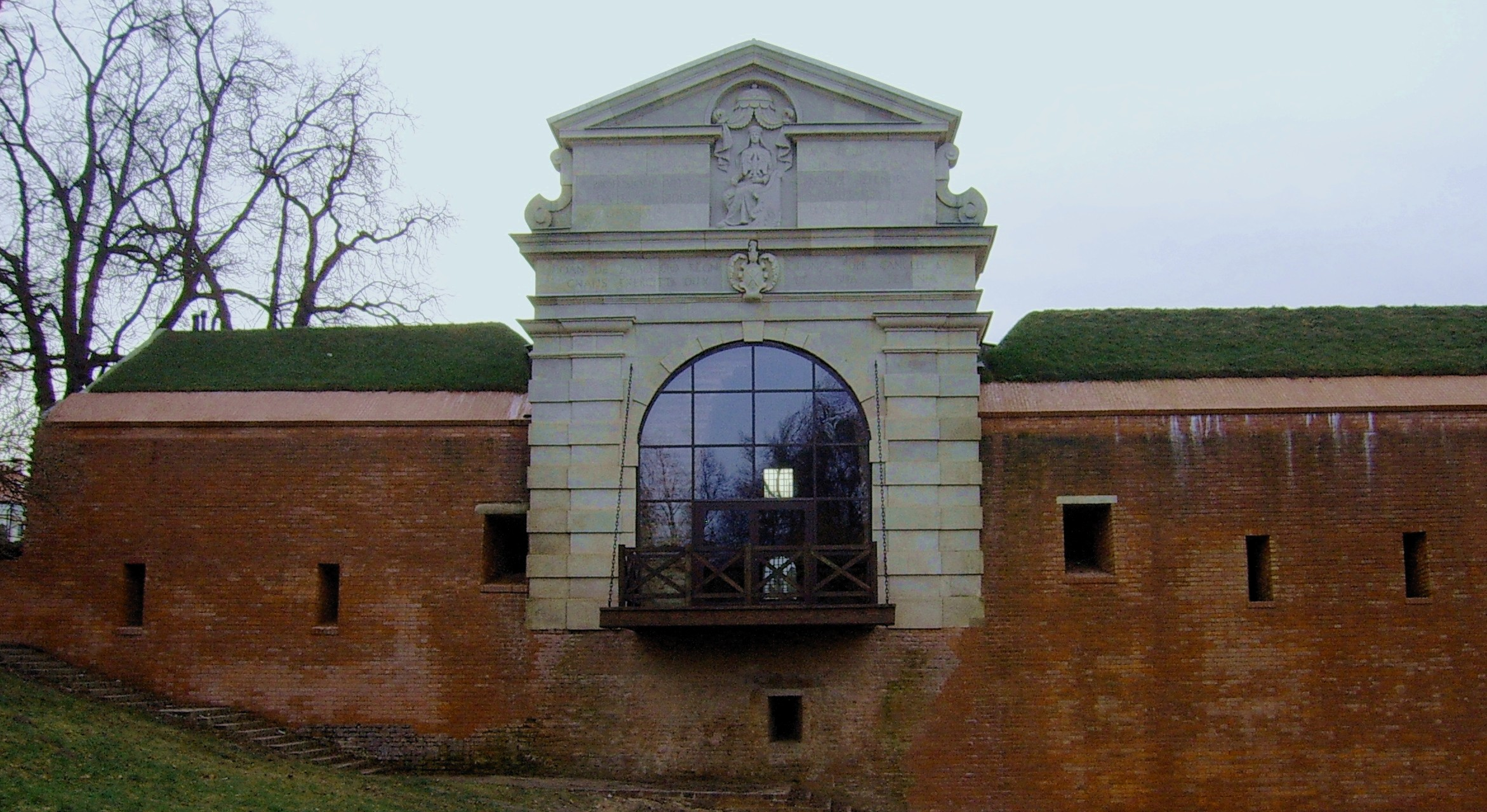
Stara Brama Lubelska po renowacji (2009)

Już w 1579 roku, jeszcze przed lokacją miasta, postawiono zamek (pozbawiony walorów obronnych, faktycznie stanowił rezydencję pałacową), choć fortalicjum w widłach Łabuńki i Topornicy wymieniane było wcześniej. Następnie zaczęto budować kolejne elementy systemu obronnego: arsenał w 1582 roku, Bramę Lubelską przed 1588 rokiem (wiadomo, że w tym roku ją zamurowano na pamiątkę wprowadzenia przez nią do Zamościa jako jeńca pretendenta do polskiego tronu, arcyksięcia Maksymiliana Habsburga), Bramę Lwowską w 1599 roku i Szczebrzeską, już po śmierci Moranda, zaprojektowaną przez Błażeja Gocmana i ukończoną w 1603 roku. Całość prac fortyfikacyjnych dokończył dopiero w 1618 roku wybitny artylerzysta i fortyfikator wenecki Andrea dell’Aqua. Pomagali mu w tym Jan Wolff i Jan Jaroszowic. Wówczas to twierdza uzyskała ostateczny kształt siedmioboku z 7 bastionami (z których pozostał do dzisiaj tylko bastion VII) na narożach, oddalonymi od siebie o około 200 m, gdyż taki był zasięg ówczesnej artylerii.

## Oblężenie podczas powstania Chmielnickiego
Chrzest bojowy zamojska twierdza przeszła w listopadzie 1648 roku, kiedy to pod mury twierdzy przybyły połączone wojska Bohdana Chmielnickiego i Tuhaj-beja. Siły najeźdźców szacowano na kilkanaście tysięcy ludzi. Twierdzy broniło około 4700 ludzi (w tym 2100 piechoty, 200 rajtarów, 1400 szlachty i 1000 mieszczan) pod dowództwem kasztelana elbląskiego Ludwika Weyhera i margrabiego Władysława Gonzagi Myszkowskiego. W mieście schroniło się wielu uciekinierów z okolicznych wsi i miasteczek, a nawet z Rusi, Podola i Wołynia.

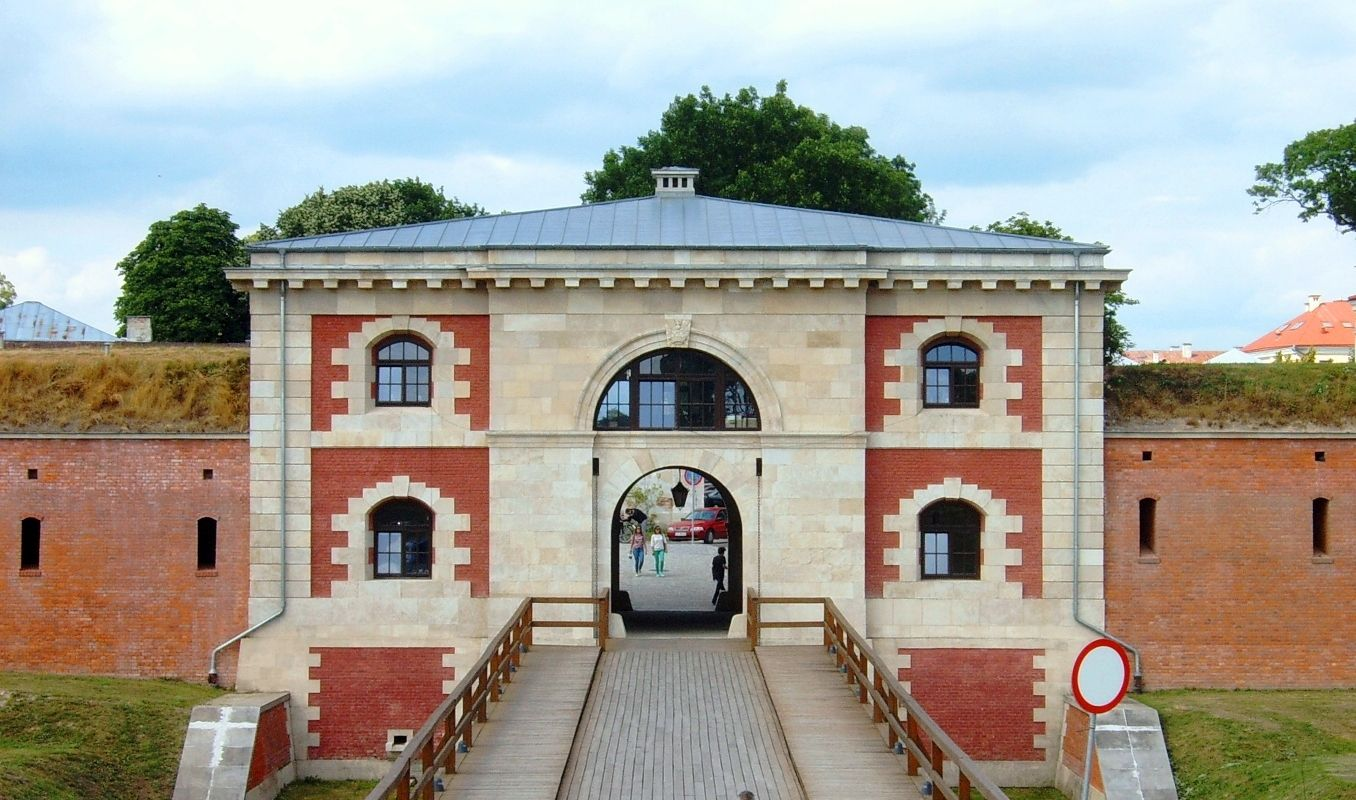
Brama Szczebrzeska po renowacji (2015)

5 listopada nieprzyjaciel spalił przedmieścia, lecz samo miasto za murami nie ucierpiało. Podczas pierwszego oblężenia uwidoczniła się wada konstrukcyjna twierdzy. Kozacy przekopali groblę szczebrzeską i spuścili wodę ze stawu odsłaniając południową część fortyfikacji. Zmusiło to obrońców do skoncentrowania na tym odcinku dużych sił. Chmielnicki nie miał jednak dużych dział pozwalających na zdobycie Zamościa szturmem, poza tym zbliżała się zima, do której oblegający nie byli przygotowani. Natomiast obrońcy nie mogli liczyć na odsiecz, nie posiadali także dostatecznej ilości żywności niezbędnej do wykarmienia załogi i ludności, która szukała schronienia za murami twierdzy.
Dlatego już po 17 dniach zawarto korzystny dla obu stron układ o wypłaceniu przez Zamościan okupu. Za obietnicę 20 000 talarów Chmielnicki zgodził się 12 listopada na zawieszenie broni. Tak więc debiut zamojskiej twierdzy nie wypadł zbyt okazale, przyniósł jednak sukces militarny w postaci zatrzymania zwycięskiego pochodu Kozaków. Pomógł także w wyeliminowaniu kilku błędów w przyszłości: rozwiązania problemu śluz i niewpuszczaniu do miasta zbyt dużej liczby ludzi.

## Oblężenie w czasie potopu szwedzkiego
Latem 1655 roku zamościan bardziej interesowały postępy wojsk kozacko-rosyjskich bezpośrednio zagrażających miastu, niż działania szwedzkie prowadzone w odległej Wielkopolsce. Ordynat Jan II Zamoyski, zresztą jak większość magnatów, paktował z najeźdźcą. Dopiero na przełomie listopada i grudnia 1655 roku stanowczo opowiedział się po stronie Jana Kazimierza.

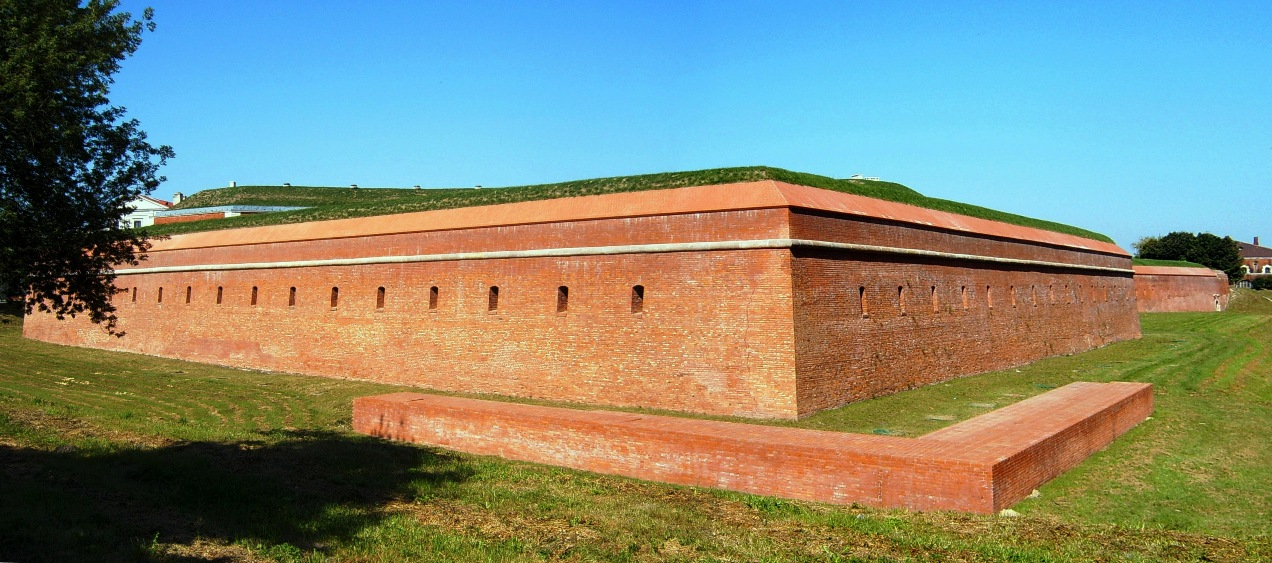
Ocalałe fragmenty fortyfikacji Zamościa (bastion VII)

Niektórzy historycy przypuszczają, że jednym z powodów poparcia przez Zamoyskiego obozu królewskiego było planowane małżeństwo magnata z ulubioną dwórką królowej Marią Kazimierą d’Arquien, Marysieńką, przyszłą żoną króla Jana III Sobieskiego. Do tego ślubu rzeczywiście doszło w 1658 roku, a Maria Kazimiera poślubiła Sobieskiego dopiero po śmierci pierwszego męża w 1665 roku.
Jako stronnik króla Zamoyski musiał się liczyć z zagrożeniem ze strony Szwedów. Pojawiło się ono wkrótce, na początku 1656 roku, wraz z nadciągającą od Lublina armią feldmarszałka Douglasa. Wojska te stanęły pod Zamościem 25 lutego. Po paru dniach dołączył do nich sam Karol Gustaw. Rozpoczął się intensywny ostrzał murów, ale z uwagi na brak ciężkich dział nie przyniósł spodziewanych rezultatów i Szwedzi musieli 1 marca zwinąć oblężenie. Wieści o tych wydarzeniach obiegły lotem błyskawicy cały kraj, znalazły one również odbicie w licznych utworach literackich często wyolbrzymiających ich wagę. Znamienne, że o obronie Zamościa przed Szwedami napisał Henryk Sienkiewicz w Potopie. W 1657 roku do twierdzy zbliżył się jeszcze książę siedmiogrodzki Jerzy II Rakoczy, ale zdając sobie sprawę z jej potęgi nawet nie odważył się rozwinąć oblężenia.
W ostatnim etapie wojny Zamość odgrywał rolę więzienia dla wysokich oficerów szwedzkich. Spośród zamojskich więźniów najznamienitszym był feldmarszałek Arvid Wittenberg, który zmarł w niewoli z przyczyn naturalnych (wrzody w przełyku). Podczas potopu szwedzkiego twierdza okryła się wielką sławą, bowiem obok Jasnej Góry, Gdańska i Twierdzy w Łańcucie tylko ona oparła się najeźdźcom z północy. Trzeba jednak przyznać, że jej oblężenie było krótkotrwałe i miało nieporównanie mniejsze znaczenie niż obrona jasnogórskiego klasztoru.

## W okresie wojny północnej

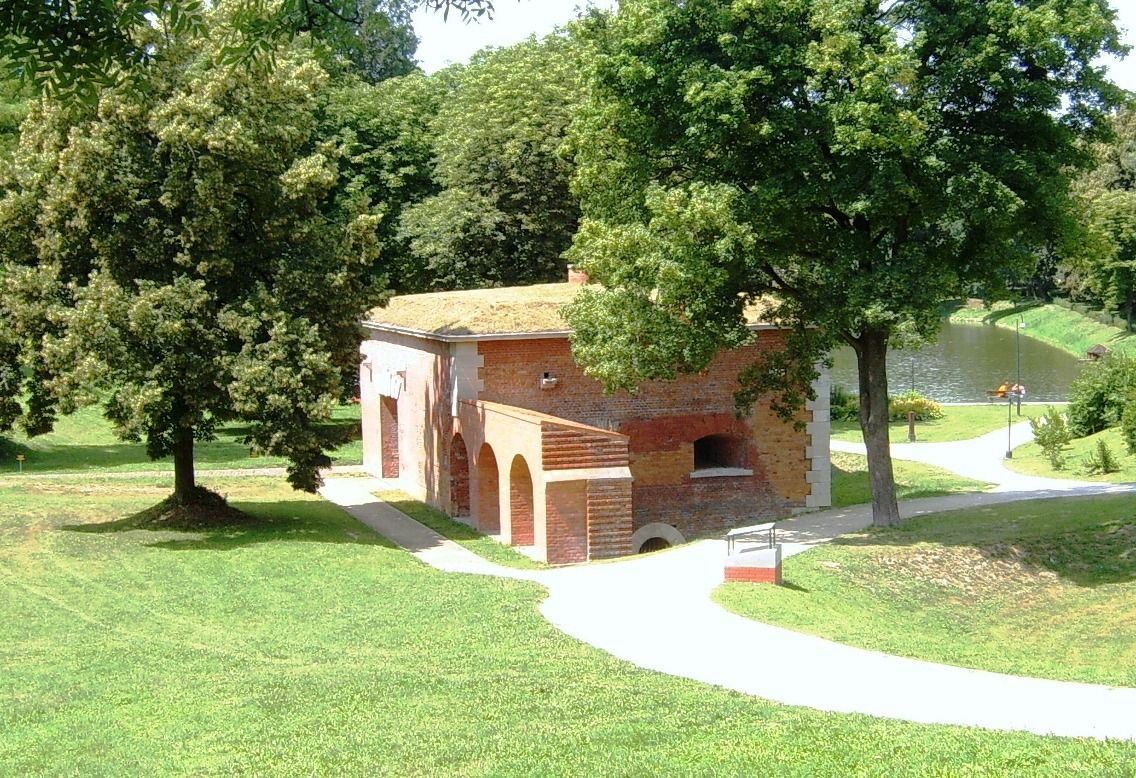
Kojec pomiędzy dawnymi bastionami IV i V

XVIII wiek to okres upadku znaczenia twierdzy, jak i całej Rzeczypospolitej. Wojna północna nie oszczędziła także Zamościa. 11 lutego 1703 roku rozpoczęła się trwająca zaledwie tydzień blokada prowadzona przez wojska szwedzkie pod dowództwem generała Stenbocka. Jednak już w roku następnym Szwedzi powrócili i to znacznymi siłami. Niewielka, licząca zaledwie 260 ludzi załoga ordynacka nie mogła stawić skutecznego oporu przeciwnikowi. W związku z tym nieuniknionym stało się poddanie twierdzy.
Okupacja szwedzka okazała się krótkotrwała i mało uciążliwa. W 1705 roku piąty ordynat Tomasz Józef przeszedł na stronę Augusta II i został zobowiązany do utrzymywania rosyjskiej załogi w sile tysiąca żołnierzy. Oddział ten opuścił twierdzę w maju 1706 roku.
Współpraca z obozem saskim nie uchroniła dóbr ordynacji od szkód wyrządzanych przez rosyjskich sojuszników. Jesienią 1706 roku na Zamojszczyznę przybył oddział generała Baura, który wbrew rozkazom zamierzał przezimować w murach Zamościa. Po otrzymaniu odmownej odpowiedzi od żony ordynata, Baur rozpoczął przygotowania do szturmu. W celu zapobieżenia planom generała, ordynatowa zaprosiła go na rozmowę do pałacu. Podstępny dowódca opracował plan wdarcia się do twierdzy i przystąpił do jego realizacji. Po zakończeniu rozmów Baur udał się karetą w kierunku bramy. W chwili gdy przez nią przejeżdżał, kazał zatrzymać pojazd, blokując tym samym wierzeje. W tej chwili jego żołnierze wpadli do środka. Tylko dzięki błyskawicznej reakcji polskiej załogi, która nie dopuściła do wdarcia się większej liczby Rosjan oraz skutecznemu kontratakowi udało się opanować sytuację.
Postrzelony w czasie walki, Baur 10 grudnia rozpoczął blokadę miasta, którą musiał zwinąć po niespełna dwóch tygodniach, kiedy to wezwano go do Żółkwi. Podobne wydarzenia miały miejsce w grudniu 1715 roku, tym razem z udziałem wojsk saskich. Oficerowie nocujący w Zamościu otworzyli od środka Bramę Lubelską i wpuścili do twierdzy swoich żołnierzy. Mimo powszechnego oburzenia, jakie wywołał ten uczynek, Sasi pozostali w fortecy do lipca 1716 roku.

## Oblężenie w 1809 r.

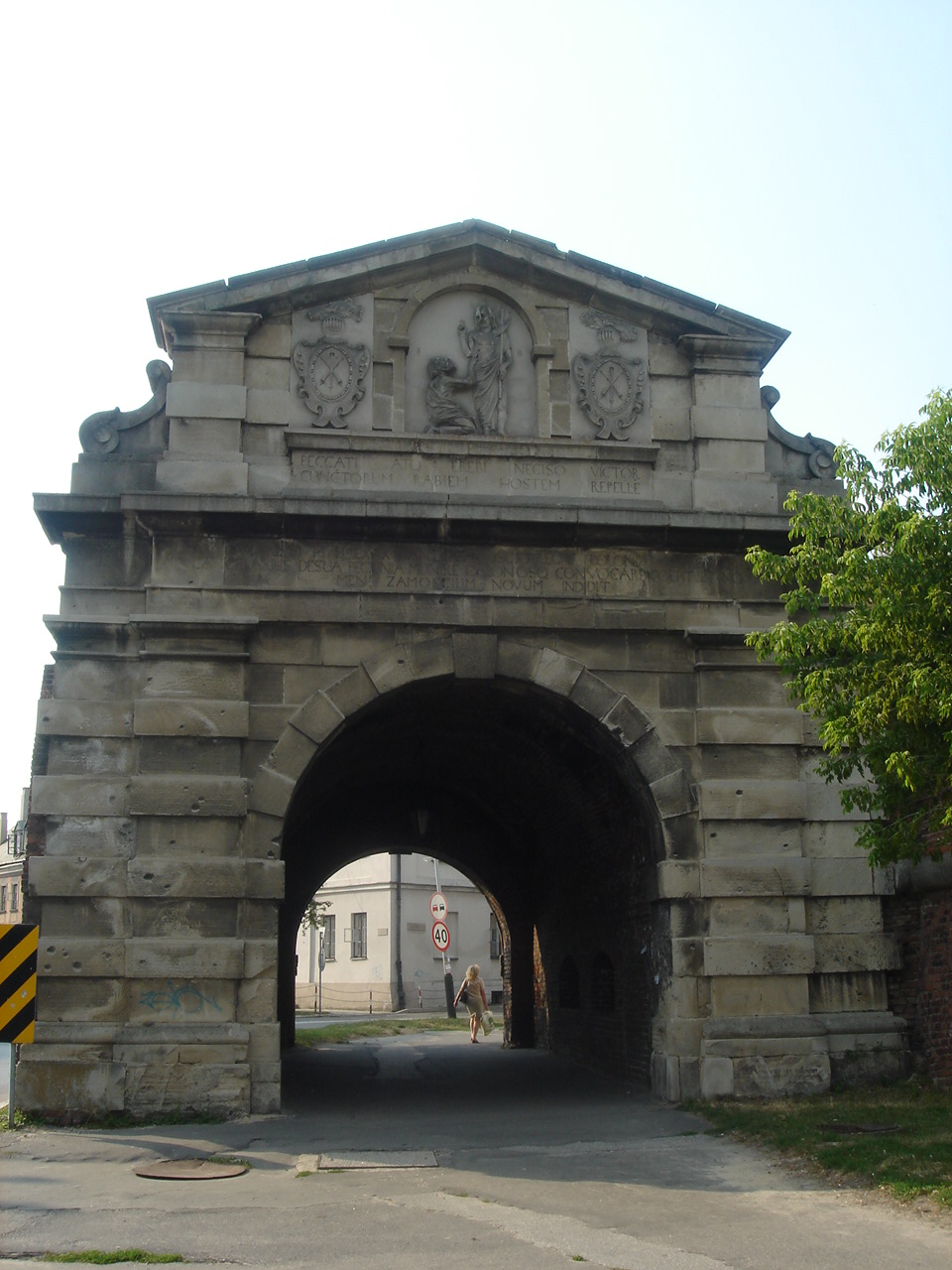
Stara Brama Lwowska

Na mocy postanowień I rozbioru Polski Zamość dostał się w 1772 roku pod panowanie austriackie. Nie trwało ono jednak zbyt długo. Tylko do 1809 roku, kiedy to przyłączono go do Księstwa Warszawskiego. Zmiana przynależności politycznej miasta była konsekwencją udanej kontrofensywy polskiej w Galicji. Całością operacji dowodził ks. Józef Poniatowski.
W celu zdobycia zamojskiej fortecy skierował pod jej mury część sił. 15 maja oddział generała Ignacego Kamieńskiego przybył pod twierdzę. Jej garnizon składał się z około 3000 żołnierzy pod wodzą doświadczonego oficera austriackiego, pułkownika Ferdynanda von Pulszky. Wojska Kamieńskiego były zbyt skromne, aby móc pokusić się o zdobywanie fortyfikacji. Dlatego 17 maja ks. Poniatowski przysłał posiłki z generałem Jeanem Pelletierem na czele. Francuski oficer objął dowództwo nad siłami liczącymi około 1500 ludzi. Czynnikiem działającym na korzyść Polaków była wszechstronna pomoc mieszkańców Zamościa. Rządca ordynacki Piotr Domański przekazał oblegającym informacje na temat umocnień, ponadto zamościanie podpalili magazyn żywności, a mieszkańcy okolicznych wiosek samorzutnie zorganizowali oddział strzelców. Ubrani w cywilne ubrania podchodzili blisko murów i znienacka otwierali ogień do Austriaków. Ponadto wielu obrońców było polskimi rekrutami, którzy nie angażowali się w obronę, a w czasie szturmu wręcz pomagali napastnikom.

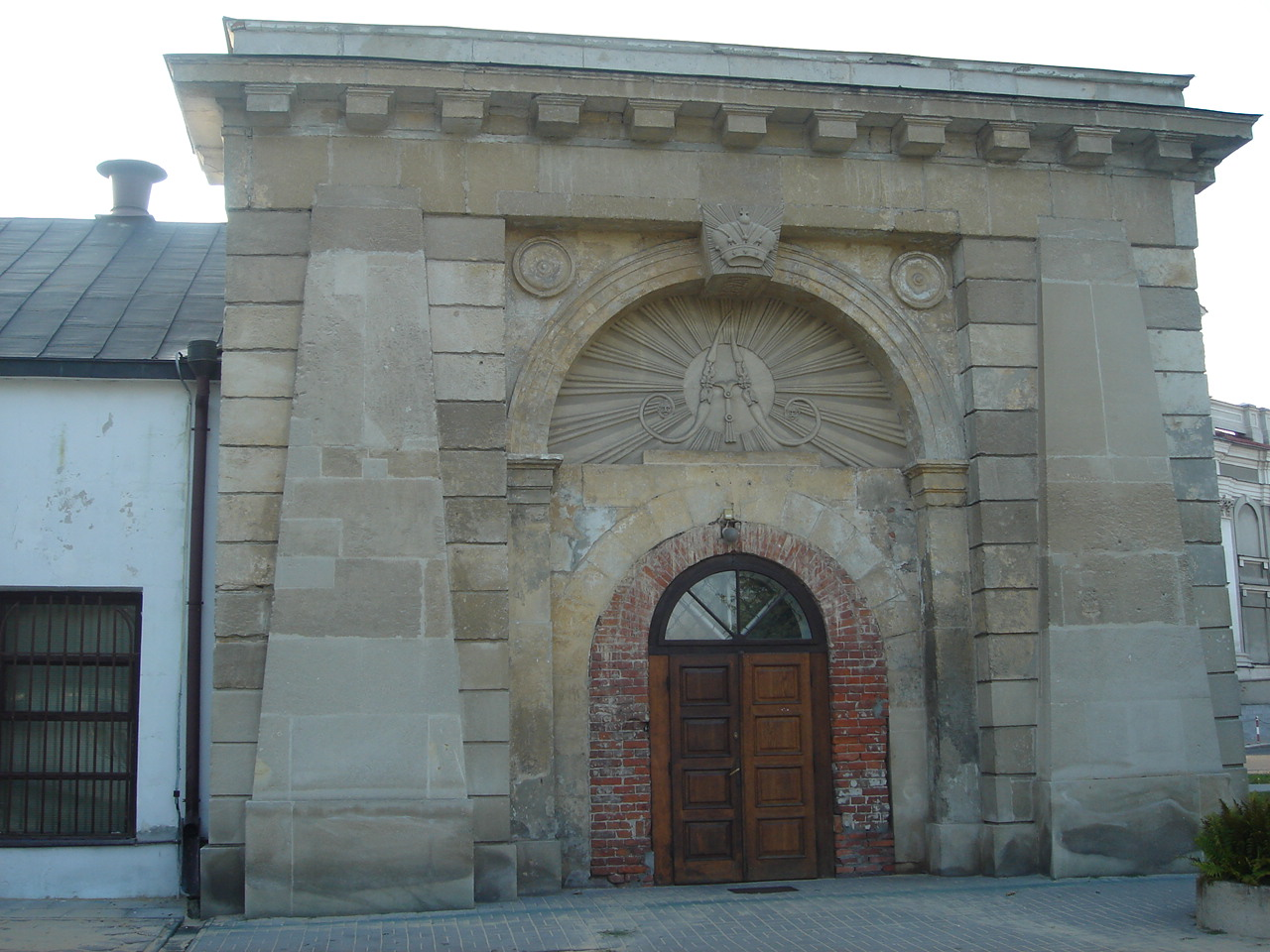
Nowa Brama Lwowska

Wspomniany już szturm miał miejsce w nocy z 19 na 20 maja i trwał od godziny drugiej do czwartej w nocy. Główne uderzenie zostało skierowane na Bramę Lubelską co zaskoczyło austriackiego dowódcę spodziewającego się ataku na południowe umocnienia (była to najsłabsza strona zamojskiej twierdzy). Polacy walczący z wielkim zaangażowaniem, szybko zepchnęli przeciwników z wałów i zacisnęli wokół nich pierścień okrążenia. Ostatnie starcie nastąpiło na Rynku Wielkim. Wyróżnili się w nim zdeterminowani Wołosi, jednak nie mieli już szans na odparcie Polaków. W ręce Polaków dostało się uzbrojenie, działa i żywność, wzięto do niewoli około 2500 jeńców.
Ze zdobyciem Zamościa w 1809 roku związana jest osoba Joanny Żubrowej – pierwszej kobiety odznaczonej Krzyżem Virtuti Militari.

## Oblężenie w 1813 r.
W kampanii rosyjskiej Napoleona w 1812 roku twierdza zamojska nie odegrała większej roli. Rozlokowany w niej 13. pułk piechoty oraz oddziały Gwardii Narodowej w sile około 3250 ludzi dostały zadanie osłaniana Lubelszczyzny w czasie, gdy główne siły Wielkiej Armii ruszyły na Moskwę. Poza tym Zamość miał stanowić bazę wypadową dla działań zaczepnych prowadzonych na Wołyniu. Faktem jest, że takie operacje były organizowane, ale z uwagi na brak doświadczonych oficerów (13. pułk piechoty został utworzony dopiero w 1809 roku z nieobytych w bojach młodych polskich rekrutów), małą liczbę samych żołnierzy, a przede wszystkim braku współpracy i bezczynność sojuszników, zwłaszcza austriackiego feldmarszałka Schwarzenberga, były one mocno utrudnione. Właśnie brak współpracy sojuszniczej zadecydował o tym, że już 29 września 1812 roku Polacy musieli wycofać się na teren Księstwa Warszawskiego.
Niepowodzenia Napoleona i jego odwrót spod rosyjskiej stolicy 10 października 1812 roku pociągnęły za sobą kontrofensywę wojsk rosyjskich. Zwiastowało to rychłe oblężenie zamojskiej fortecy. Trzeba przyznać, że była ona nieźle przygotowana do obrony. Wyremontowane i przebudowane niedawno fortyfikacje przedstawiały znaczną wartość bojową. Ponadto załodze udało się zgromadzić zapasy żywności na 4 miesiące. Garnizon składał się z niespełna 4000 żołnierzy i 130 dział. Jego trzon stanowił wspomniany wcześniej 13. pułk piechoty pod dowództwem pułkownika Franciszka Żymirskiego. Całością wojsk dowodził natomiast generał Maurycy Hauke, człowiek bardzo zdolny, ale budzący wiele kontrowersji, szczególnie po 1815 roku.

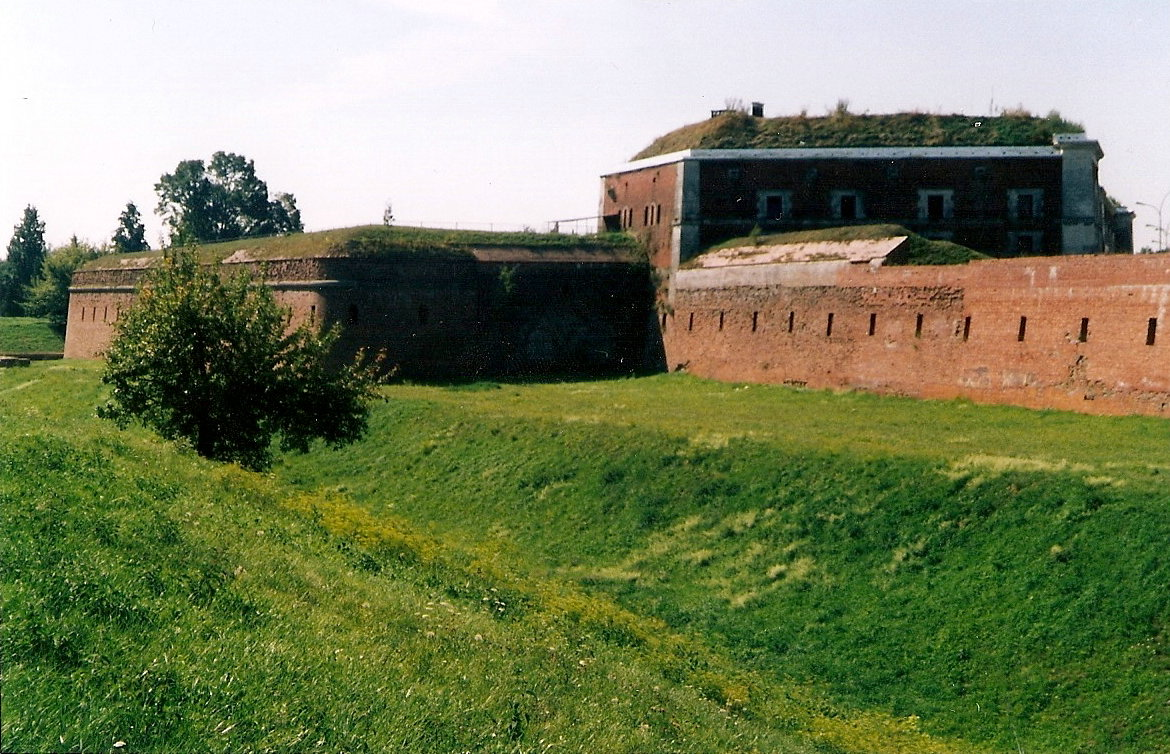
Bastion VII i nadszaniec zamojskiej twierdzy

Forpoczty korpusu Walentego Mussin-Puszkina (a od 15 lutego 1813 roku generała Ratha) podeszły pod twierdzę na początku lutego. Ich liczebność jest kwestią do dziś gorąco dyskutowaną w gronie historyków zajmujących się dziejami Zamojszczyzny. Wiadomo jednak, że wahała się pomiędzy 4000 a 7000 ludzi. Z biegiem czasu Rosjanie zwiększali swoje siły. W czerwcu dysponowali 10 000 żołnierzy, a w sierpniu nawet 17 000 i 160 działami.
W ostatnich dniach lutego rozpoczęło się regularne oblężenie fortecy. Już po kilku dniach, 3 marca, Rath czasowo zwinął oblężenie z zadaniem połączenia się z podążającymi na Kraków i Częstochowę siłami Osten-Sackera. Oznaczało to chwilę wytchnienia dla obrońców, którzy uzupełnili w tym czasie zapasy żywności, poczynili nowe zaciągi, a także prowadzili prace w celu zapewnienia jak najlepszej widoczności z twierdzy (np. wycięcie lasku zasłaniającego bród na Łabuńce).

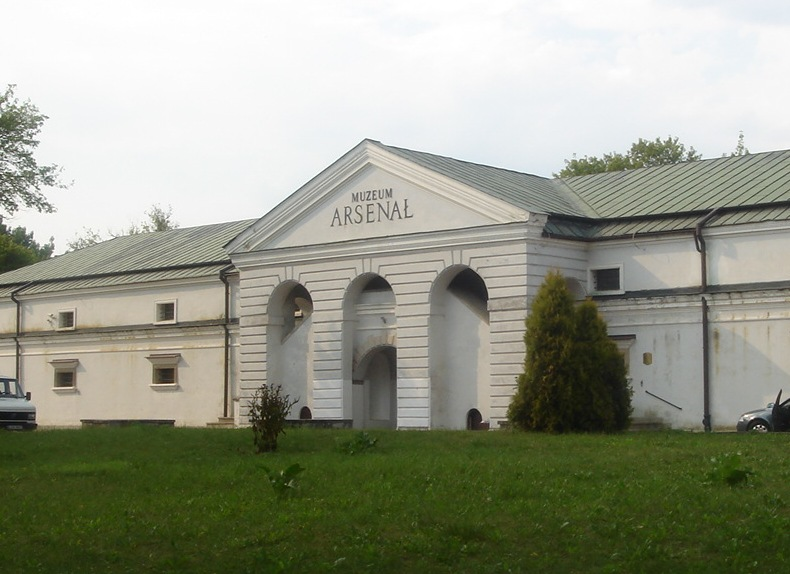
Arsenał Zamojski

Po dwóch tygodniach, 17 marca, Rosjanie powrócili na wcześniej zajmowane pozycje. Nastąpiła seria obustronnych wypadów i potyczek na przedmieściach oraz ostrzał artyleryjski prowadzony przez napastników, co nie pozostało bez odpowiedzi Polaków. Wśród załogi zaczął jednak szerzyć się szkorbut. Kwiecień był bardzo ciężki dla obrońców. Generał Rath otrzymał wsparcie w postaci dodatkowych dział i zarządził ośmiodniowy intensywny ostrzał Zamościa.
Polskie wojska przeprowadziły zaskakującą wycieczkę na redutę nr 10. Akcja zakończyła się całkowitym sukcesem. Reduta została zdobyta, a przeciwnik poniósł straty na tyle poważne, że na przełomie kwietnia i maja wycofał się z redut i przesunął o około pół mili.
W maju sytuacja uległa uspokojeniu. Rosjanie nie prowadzili żadnych działań ofensywnych, oblężenie zmieniło się właściwie w blokadę twierdzy. Staczano jedynie niewielkie potyczki pod murami. Także czerwiec, lipiec i sierpień upłynęły pod znakiem względnego spokoju. Miało to ścisły związek z sytuacją międzynarodową.
Na wiosnę 1813 roku Napoleon odbudował armię i zaczął z nią odnosić sukcesy w Saksonii – wygrał pod Lützen i Budziszynem. Zaniepokojeni członkowie koalicji antynapoleońskiej podpisali z cesarzem Francuzów 4 czerwca rozejm w Pielaszkowicach koło Środy Śląskiej. Sześć dni później informacja o tym wydarzeniu dotarła do obleganego Zamościa. Naturalną konsekwencją było przerwanie działań zbrojnych pomiędzy korpusem generała Ratha, a załogą generała Maurycego Hauke.

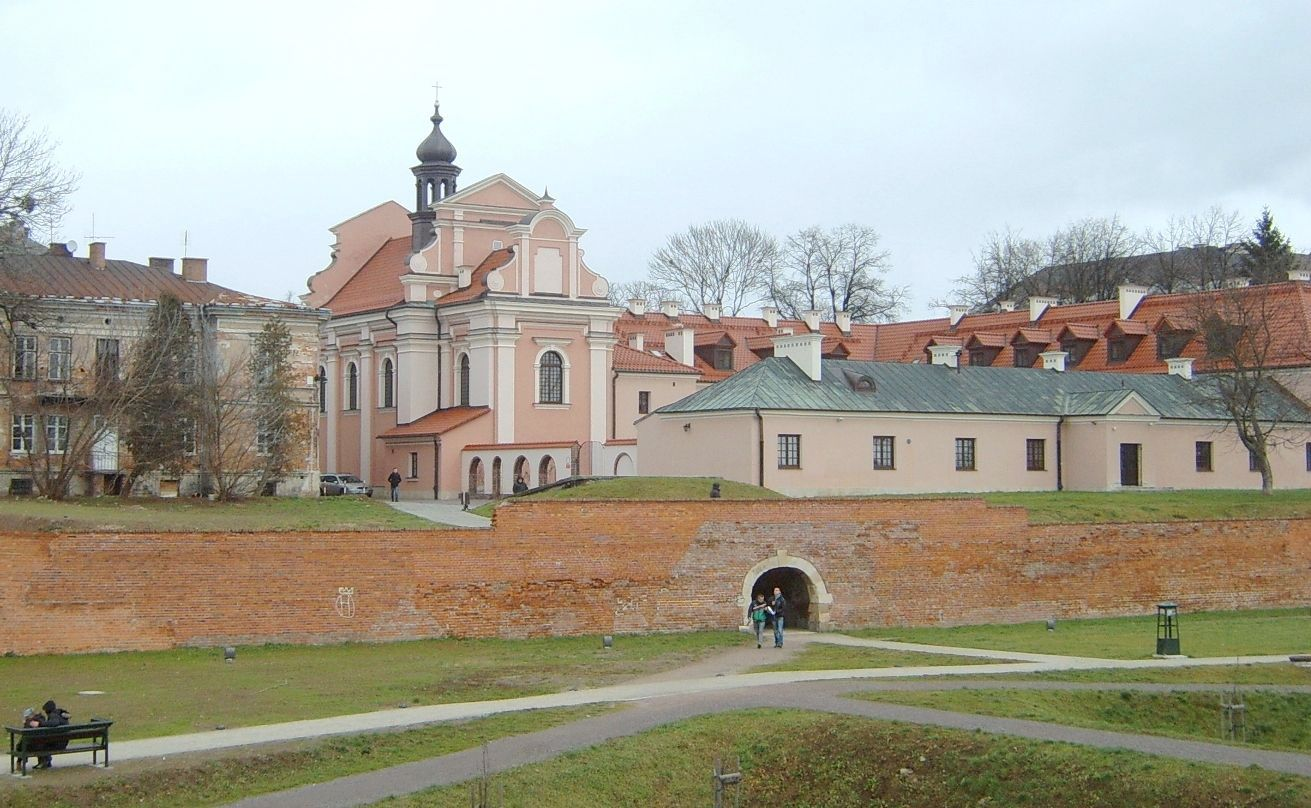
Furta wodna w południowej kurtynie; widok na dawny kościół i klasztor klarysek

Zawieszenie broni miało obowiązywać od 13 czerwca do 20 lipca. Później przedłużono je do 10 sierpnia, podobnie zresztą jak na całym froncie. Postanowienia rozejmu mówiły, że na czas jego trwania Polacy mają dostawać żywność i węgiel od Rosjan. Dostawy te były jednak nieregularne, a w późniejszym okresie ustały całkowicie.
Zapobiegliwy dowódca twierdzy zarządził w lecie sianokosy i żniwa. Pozwoliło to na częściowe uzupełnienie mocno uszczuplonych zapasów żywności. Zdolności organizacyjne Maurycego Hauke przejawiły się także w tym, że w Zamościu, w czasie oblężenia uruchomiono młyn, garbarnię, kuźnię, browar, gorzelnię, fabrykę mydła oraz fabrykę garnków i innych naczyń glinianych produkowanych na potrzeby szpitala. Działała nawet mennica bijąca specjalne monety, w których wypłacano żołnierzom żołd.
Po zakończeniu rozejmu sytuacja nie uległa większym zmianom. Tak jak w lecie nie prowadzono intensywnych walk. Rosjanie zadowolili się blokadą Zamościa. Metoda ta przynosiła im oczekiwane i łatwe do przewidzenia skutki. Położenie obrońców było coraz trudniejsze. Wielkie żniwo zbierały choroby i głód. W październiku chorych było około 1200 żołnierzy, a głód przybrał tak wielkie rozmiary, że zjedzono konie, psy, koty, a nawet wrony. W ciągu miesiąca zmarło 450 osób. Rosła też skala dezercji. Jesienią z polskich szeregów uciekło około 200 ludzi.
22 października do oblężonych dotarła informacja o klęsce wojsk Napoleona w Bitwie Narodów 16–19 października 1813 roku. Podkopało to zupełnie morale Polaków. Zdali sobie sprawę, że nie ma już żadnych szans na odsiecz. W pierwszej połowie listopada miały miejsce właściwie ostatnie starcia. Wreszcie, ze względu na krytyczną sytuację załogi gnębionej przez głód i szkorbut, Rada Obrony Twierdzy 19 listopada podjęła decyzję o poddaniu się. Cztery dni później w kwaterze głównej Rosjan w Sitańcu została podpisana umowa o honorowej kapitulacji, chociaż nie użyto w niej tego słowa. W artykule 1. można przeczytać:

Przez wzgląd na piękną obronę, którą zrobił Garnizon, Officerowie zatrzymają szpady, konie, własności i ekwipaże swoje, podoficerowie i żołnierze, tornistry, ubiór i wszelkie własności.

25 listopada garnizon opuścił twierdzę. Z prawie 4000 żołnierzy zginęło 1500, większość z powodu chorób i głodu. Tak skończyło się najdłuższe oblężenie w dziejach zamojskiej fortecy. Zamość został włączony do utworzonego w 1815 roku Królestwa Polskiego.

## Przebudowy twierdzy

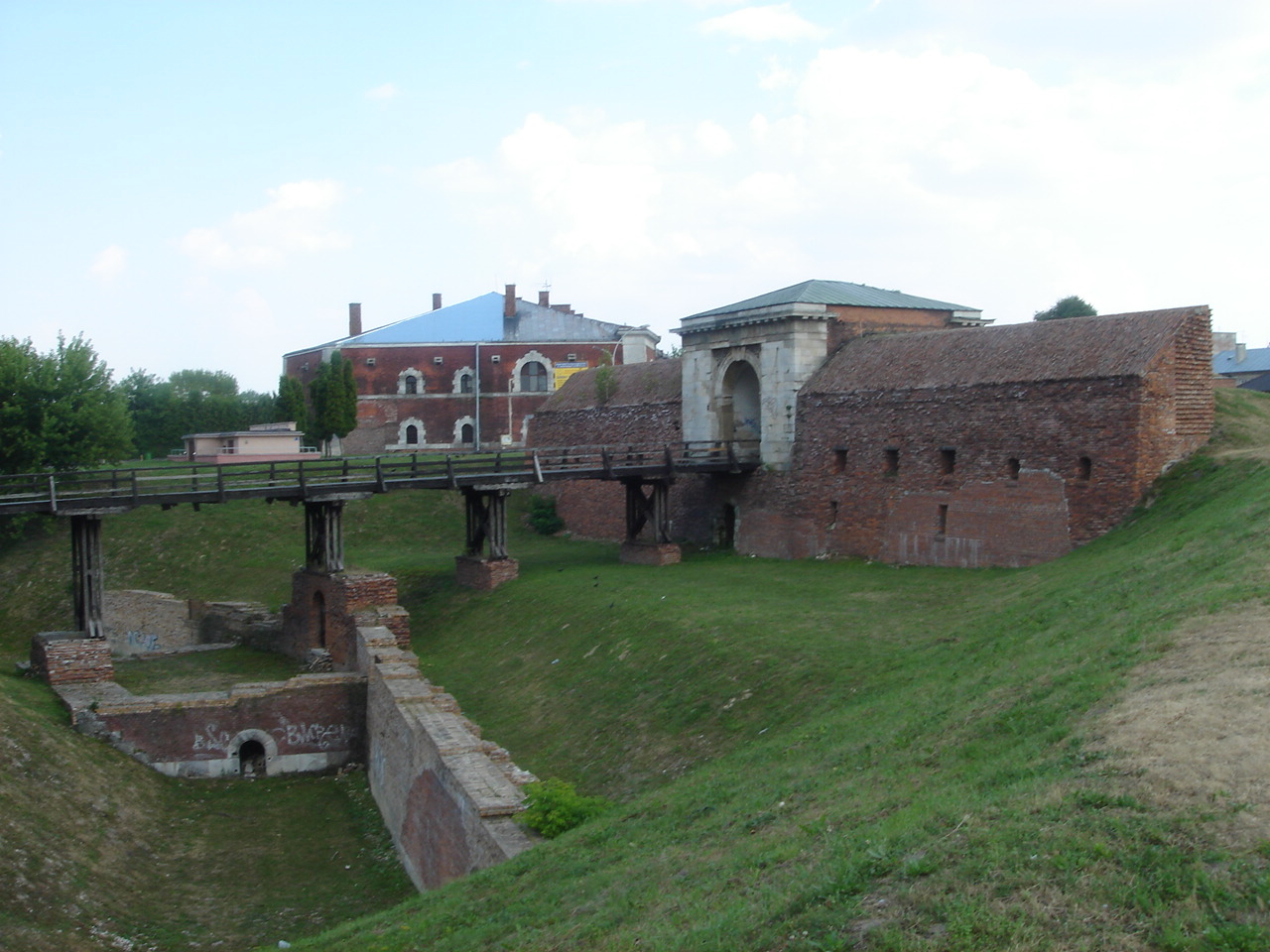
Nowa Brama Lubelska, stan przed renowacją (2006)

### Jana Michała Linka
W 1683 roku Jan Michał Link przystąpił do modernizacji przestarzałych już nieco umocnień. Prowadzone do 1694 prace obejmowały wzmocnienie murów, naprawę wałów i grobli oraz przebudowę południowo-zachodniego narożnika fortyfikacji. Polegała ona na zastąpieniu dwóch małych bastionów jednym dużym.

### Prowadzona przez Austriaków
Początkowo władze Galicji nie przykładały większego znaczenia do twierdzy. Odbiło się to niekorzystnie na jej wartości bojowej, wiele dzieł fortyfikacyjnych wymagało bowiem szybkiej naprawy. Większe zainteresowanie zamojskimi umocnieniami Austriacy wykazali dopiero w 1809 roku, kiedy to planowali ofensywę na Księstwo Warszawskie. Rozpoczęto więc pośpieszne prace naprawcze połączone z niezbędnymi modernizacjami. W Bramach Lubelskiej i Lwowskiej zamontowano zwodzone mosty, a przed Bramą Szczebrzeską wzniesiono nowy szaniec. Ponadto na kwatery wojskowe pozajmowano część kościołów i klasztorów.

### Pierwsza Jean-Baptiste’a Malleta

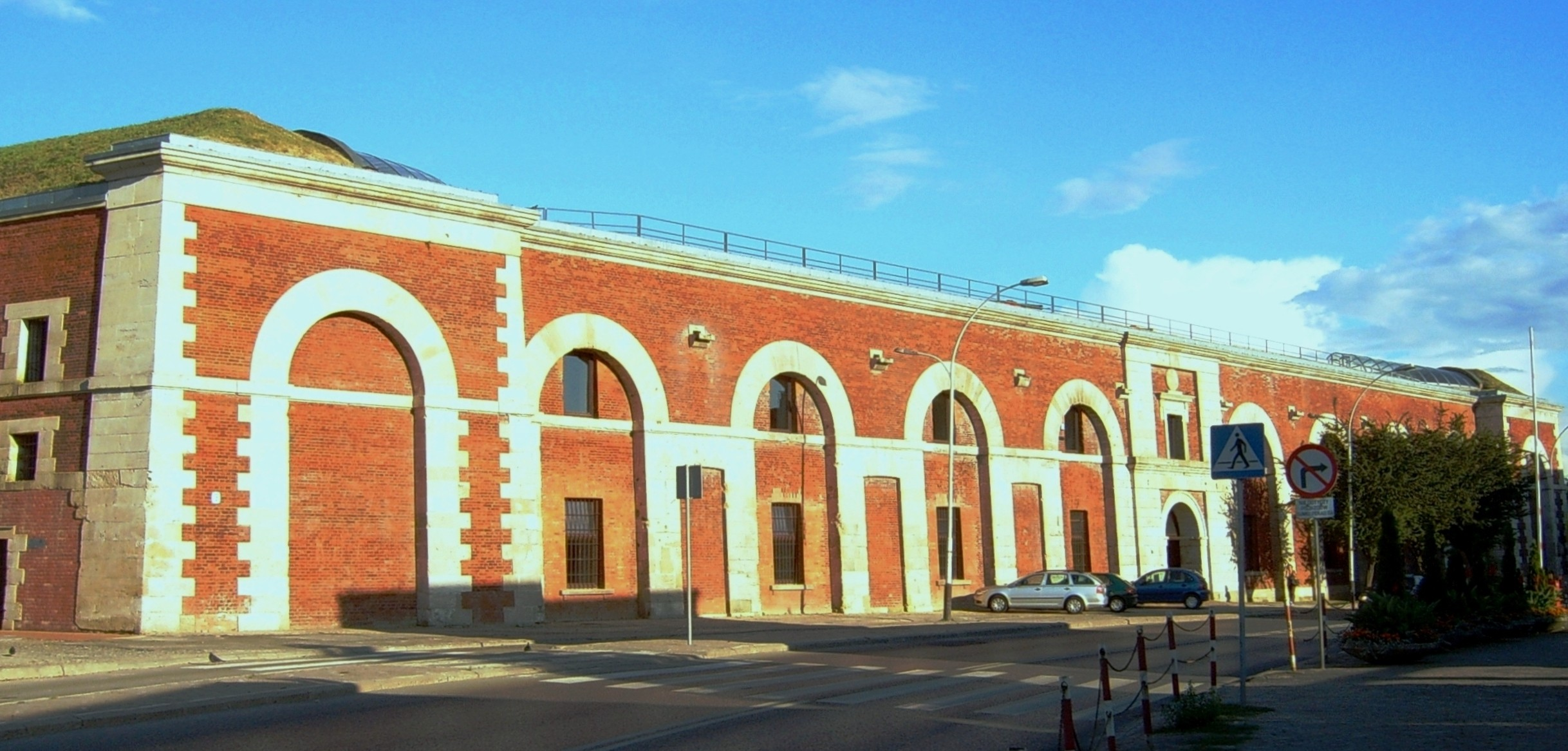
Nadszaniec przy bastionie VII

W latach 1809–1813 zamojska forteca przeszła prace modernizacyjne. Nadzorował je pułkownik Jean-Baptiste Mallet, a na miejscu kierował nimi podpułkownik Leonard Jodko-Narkiewicz. Wybudowano wtedy m.in. nadszańce, strzałczany (budowle umożliwiające ostrzeliwanie ukrytych podejść wroga), zamurowano Starą Bramę Lubelską i Starą Bramę Lwowską, a w ich miejsce wybudowano nowe bramy, powiększono bastiony, przed fortyfikacjami ustawiono szereg baterii i dzieł fortyfikacyjnych. Jednak działania te zostały nagle przerwane i niedokończone z powodu kampanii rosyjskiej Napoleona w 1812 roku.

### Druga Jana Malleta-Malletskiego
W 1820 roku rząd Królestwa wykupił miasto z rąk XII ordynata Stanisława Kostki Zamoyskiego. W roku następnym rozpoczęła się gruntowna przebudowa fortyfikacji według planów generała Jana Mallet-Malletskiego, którego adiutantem w latach 1816–1826 był Jan Paweł Lelewel.
Objęła ona korektę umocnień powstałych za czasów Księstwa Warszawskiego oraz wprowadziła szereg nowych udoskonaleń. Przede wszystkim w strefie 1200 m od murów twierdzy wyburzono wszystkie zabudowania. W promieniu 2400 m mogła istnieć jedynie drewniana zabudowa. Z tym zmianami związane jest powstanie nowych osiedli na dalszych przedpolach fortecy, mianowicie Nowej Osady (w kierunku Lwowa) i Przedmieścia Lubelskiego (na Lublin). Ponadto poszerzono wał do 25–30 m u podstawy, wzdłuż kurtyn wzniesiono galerie z ambrazurami dla broni ręcznej. Wzniesiono raweliny w celu zabezpieczenia kurtyn i wsparcia ogniowego bastionów, a także przeciwstraż (nasypy ziemne wznoszone przed czołami bastionów, wykorzystywane jako stanowiska ogniowe piechoty). Całość zwieńczyło postawienie działobitni o średnicy 54 m (tzw. Rotundy), wysuniętej pół kilometra na południe od murów.
Wszystkie budynki, takie jak pałac, kościół pofranciszkański, ratusz, kolegiata (obecnie katedra), kamienice, zostały przeznaczone dla wojska, pozbawione dekoracji i przebudowane w stylu klasycystycznym.

### Ignacego Prądzyńskiego
Ignacy Prądzyński, inżynier wojskowy i strateg, w 1830 dokończył roboty prowadzone przez Malletskiego: zbudował blokhauz od strony Bramy Szczebrzeskiej, a od strony Lublina szaniec otoczony fosą. Zaopatrzył Zamość w dostateczną liczbę dział (160 i drugie tyle w arsenale) i nabojów – po 350 na działo.

## Zamość więzieniem

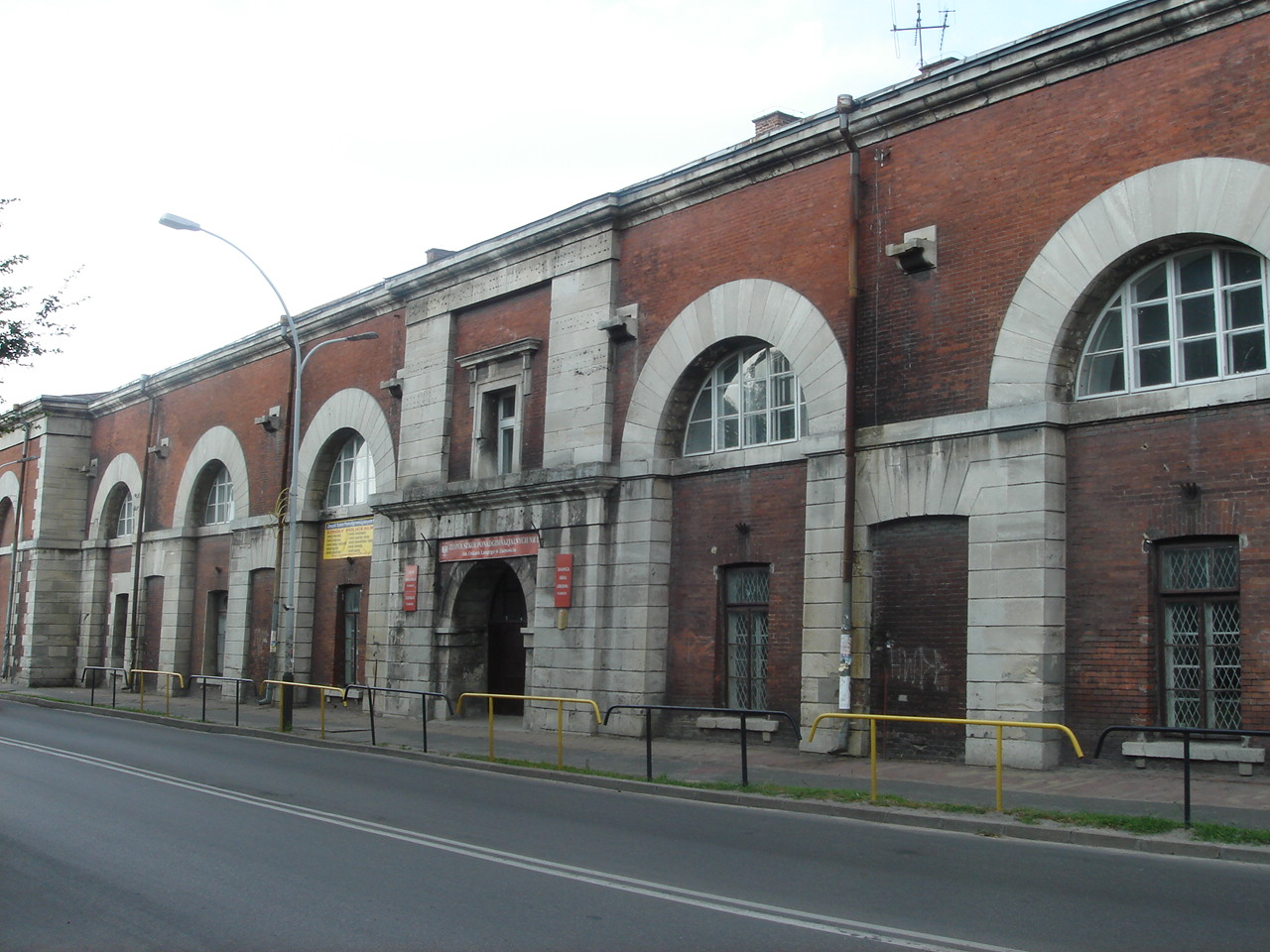
Nadszaniec przy bastionie VI

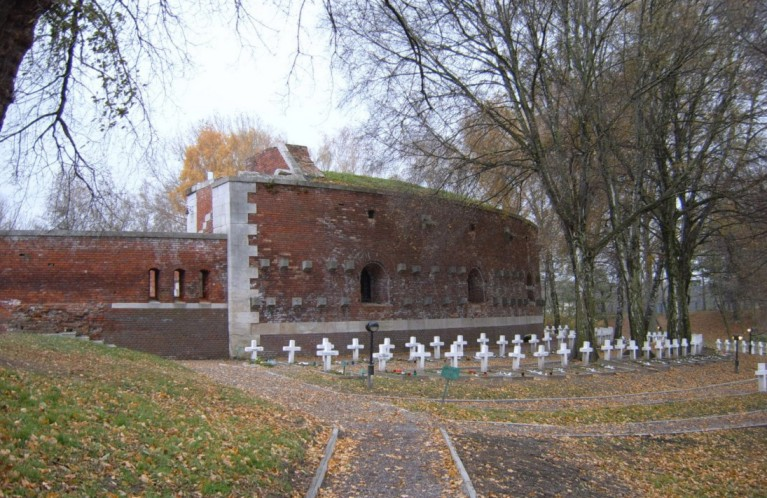
Działobitnia, tzw. Rotunda. Dziś Muzeum Martyrologii

Na przełomie XVIII i XIX w. Austriacy założyli więzienie w Zamościu. Zostało ono przekształcone w 1819 roku przez Rosjan w tzw. rotę aresztancką. Stanowiła ona karę zastępczą dla skazanych na zsyłkę na Sybir. Obok zwykłych przestępców i dezerterów trafiali do niej działacze niepodległościowi. To właśnie w Zamościu w latach 1824–1825 więziony był założyciel Towarzystwa Patriotycznego Walerian Łukasiński.
Więźniowie byli przetrzymywani w ciemnych i zimnych kazamatach. Zmuszano ich do katorżniczej pracy przy naprawie umocnień, nawet w siarczyste mrozy. Wielu z nich musiało poruszać się z przykutą do nogi 20-kilogramową kulą. Skazańcy z roty aresztanckiej nie figurowali w ogólnym rejestrze więźniów Królestwa Polskiego. Funkcjonowanie roty usankcjonowano prawnie dopiero w 1834 roku.

## Podczas powstania listopadowego
Ostatnim epizodem wojennym w dziejach twierdzy był udział w powstaniu listopadowym. Komendantem został wówczas Jan Kanty Julian Sierawski, a jego zastępcą późniejszy generał, podpułkownik Ignacy Prądzyński. Pod koniec stycznia 1831 roku komendant i jego zastępca zostali odwołani, a nowym dowódcą liczącego 3800 ludzi garnizonu mianowano pułkownika Jana Krysińskiego.
Twierdza, zgodnie z wcześniejszymi planami Prądzyńskiego, stała się bazą wypadową do ataków na mniejsze oddziały rosyjskie stacjonujące na Zamojszczyźnie. Pełniła także rolę schronienia dla oddziałów powstańczych: najpierw Dwernickiego, a potem Chrzanowskiego i Różyckiego. Przełom w powstaniu, niepomyślny dla Polaków, nastąpił po zwycięstwie Rosjan w bitwie pod Ostrołęką, 26 maja 1831. Wojska carskie przejęły inicjatywę. W lipcu zaczęła się blokada Zamościa przez 12-tysięczny korpus generała Kajsarowa. Blokada trwała do 21 października, kiedy twierdza, jako ostatnia na terenach objętych powstaniem, skapitulowała.

## Likwidacja twierdzy i współczesność
Po powstaniu listopadowym forteca stopniowo zaczęła tracić swoje znaczenie. Postęp technologiczny, przejawiający się wprowadzeniem dział gwintowanych o zasięgu 4–6 km, wymusił likwidację małych, zwartych twierdz, takich jak Zamość. Wprawdzie w czasie powstania styczniowego zamierzano jeszcze ją zdobyć i wykorzystać do powstańczych celów, jednak planów tych nigdy nie zrealizowano.
Ostatecznie twierdza została zlikwidowana z rozkazem cara Aleksandra II z 21 listopada 1866 roku. Otworzyło to nową erę w historii miasta. Przestały je krępować mury i obostrzenia związane z funkcjonowaniem garnizonu. Na skutek niedbale przeprowadzonej rozbiórki umocnień wiele ich fragmentów zachowało się jednak do dziś.
Niektóre z nich zaadaptowano do różnych celów: nadszaniec przy bastionie VII pełnił do 2008 roku funkcje handlowe, zaś ten przy bastionie VI mieści obecnie zespół szkół ponadgimnazjalnych. Arsenał zawiera ekspozycję broni, natomiast Rotunda to Muzeum Martyrologii; na dużej części terenów pofortecznych utworzono planty oraz park miejski. Dzięki staraniom miasta, wybrane fragmenty zamojskiej twierdzy w latach 2007–2009 objęte były gruntowymi pracami remontowymi, których efektem jest przywrócenie im okazalszej formy.

## Upamiętnienie
Walki żołnierza polskiego o Zamość w kampanii 1813 i w powstaniu listopadowym, zostały po 1990 roku upamiętnione na Grobie Nieznanego Żołnierza w Warszawie napisem na jednej z tablic: „ZAMOŚĆ 24 I – 22 XI 1813/14 VII – 21 X 1831”.